# Grupa odniesienia
Grupa odniesienia – w socjologii tym mianem określa się nie tylko jakąś grupę społeczną, lecz także danych jej członków, jakieś ich cechy, wartości prezentowane przez grupę bądź też wzory zachowań. Takie układy przyjęło się określać mianem grupy odniesienia, ponieważ wszelkie możliwe do skonstruowania układy odniesienia są wytworami życia grupowego jednej bądź wielu grup społecznych.
Pod względem stosunku jednostki można wyróżnić dwa rodzaje grup odniesienia: grupy odniesienia porównawczego i grupy odniesienia normatywnego.
Grupy odniesienia porównawczego pozwalają jednostce umiejscowić się w świecie społecznym, znaleźć odpowiednie miejsce w danej grupie własnej czy też odnieść pozycję ingrupy do innych grup.
Grupa odniesienia normatywnego jest podgrupą grupy odniesienia porównawczego i dopiero grupa odniesienia normatywnego może być tak swoiście rozumianą grupą, do której jednostka należy lub pragnie należeć i która stanowi dla jednostki wzorzec do naśladowania w różnych aspektach zachowań i działań. Jest to grupa, z której systemem aksjonormatywnym jednostka się utożsamia. W takim ujęciu jest to pozytywna grupa odniesienia. 
Dla jednostki społecznej istnieją także negatywne grupy odniesienia, posiadające wzorce zachowań i działań, wobec których jednostka prezentuje postawy negatywne i unika ich naśladowania. Negatywne grupy odniesienia mają funkcję integrującą dla odnoszącej się doń grupy. Poprzez wskazywanie obcych, negatywnych grup odniesienia i negatywnych względem własnych norm i wartości, a także poprzez tworzenie negatywnych stereotypów dotyczących owych grup, utrzymywany jest porządek społeczny i możliwe są negatywne sankcje towarzyskie w postaci naznaczenia wobec członków działających niezgodnie z przyjętymi regułami, np. poprzez porównanie do Żyda, hitlerowca, Jankesa, komunisty itd. 
Negatywna grupa odniesienia także spaja grupę, gdyż jest traktowana jako potencjalne lub aktualne zagrożenie wobec wartości grupowych, wobec czego konieczna jest mobilizacja członków grupy do walki o własne wartości. W sytuacji konfliktu dwie opozycyjne grupy są wzajemnie wobec siebie negatywnymi grupami odniesienia. Przykładem mogą być Młodzież Wszechpolska i stowarzyszenia osób homoseksualnych.